# Зульцталь-ан-дер-Вайнштрасе
Зульцталь-ан-дер-Вайнштрасе (нем. Sulztal an der Weinstraße) — община (нем. Gemeinde) в Австрии, в федеральной земле Штирия. 
Входит в состав округа Лайбниц.  Население составляет 154 человека (на 31 декабря 2005 года). Занимает площадь 2,28 км². Официальный код  —  61042.

## Политическая ситуация
Бургомистр общины — Франц Чермонег (СДПА) по результатам выборов 2005 года.
Совет представителей общины (нем. Gemeinderat) состоит из 9 мест.
- СДПА занимает 6 мест.
- АНП занимает 3 места.